# Алма (Іллінойс)
Алма (англ. Alma) — селище (англ. village) в США, в окрузі Меріон штату Іллінойс. Населення — 318 осіб (2020).

## Назва
Назва міста походить від переможної битви на Альмі, в якій об'єднані сили Британії, Франції та Османської Туреччини завдали відчутної поразки загарбницьким військам російської імперії, призупинивши московську екеспансію на південь.

## Географія
Алма розташована за координатами 38°43′23″ пн. ш. 88°54′43″ зх. д. / 38.72306° пн. ш. 88.91194° зх. д. (38.723098, -88.911937).  За даними Бюро перепису населення США в 2010 році селище мало площу 2,79 км², уся площа — суходіл.

## Демографія
Згідно з переписом 2010 року, у селищі мешкало 320 осіб у 148 домогосподарствах у складі 86 родин. Густота населення становила 114 особи/км².  Було 176 помешкань (63/км²).
Расовий склад населення:
| - 99,4 % — білих - 0,3 % — корінних американців - 0,3 % — чорних або афроамериканців |

До двох чи більше рас належало 0,0 %. Частка іспаномовних становила 0,0 % від усіх жителів.
За віковим діапазоном населення розподілялося таким чином: 24,7 % — особи молодші 18 років, 56,5 % — особи у віці 18—64 років, 18,8 % — особи у віці 65 років та старші. Медіана віку мешканця становила 44,5 року. На 100 осіб жіночої статі у селищі припадало 82,9 чоловіків;  на 100 жінок у віці від 18 років та старших — 82,6 чоловіків також старших 18 років.
Середній дохід на одне домашнє господарство  становив 39 186 доларів США (медіана — 31 250), а середній дохід на одну сім'ю — 41 835 доларів (медіана — 34 531). За межею бідності перебувало 29,4 % осіб, у тому числі 35,2 % дітей у віці до 18 років та 15,4 % осіб у віці 65 років та старших.
Цивільне працевлаштоване населення становило 144 особи. Основні галузі зайнятості: освіта, охорона здоров'я та соціальна допомога — 28,5 %, роздрібна торгівля — 27,1 %, виробництво — 18,1 %.